# Centro de Realocação de Lago Tule
O Centro de Realocação de Lago Tule (em inglês:  Tule Lake Segregation Center) foi utilizado pelo governo norte-americano como um campo de realocação e internação para nipo-americanos durante a Segunda Guerra Mundial.
Localizado no estado da Califórnia, próximo ao lago Tule (Tule Lake), foi o centro considerado de vigilância máxima, entre os 10 espaços criados para acomodarem as pessoas de ascendência japonesa, durante o conflito. Sua classificação de deve ao fato dos 18 789 detidos terem respondido negativamente a duas questões em um questionário, alegando, supostamente, que não estavam dispostos a servir nas forças armadas americanas e que não juravam lealdade incondicional aos Estados Unidos, bem como, não renegavam qualquer forma de lealdade ou obediência ao Imperador japonês ou qualquer outro governo estrangeiro. Desta forma, estas pessoas foram transferidas para o "Lago Tule" e passaram a ser conhecidas como os "não-não".
O centro foi desativado em 1946 e em 2008 passou a compor um dos World War II Valor in the Pacific National Monument (locais e monumentos que contam a história na Segunda Guerra Mundial em solo americano). Foi designado um distrito do Registro Nacional de Lugares Históricos em 17 de fevereiro de 2006, bem como, na mesma data, um local do Marco Histórico Nacional.

## Galeria de imagens

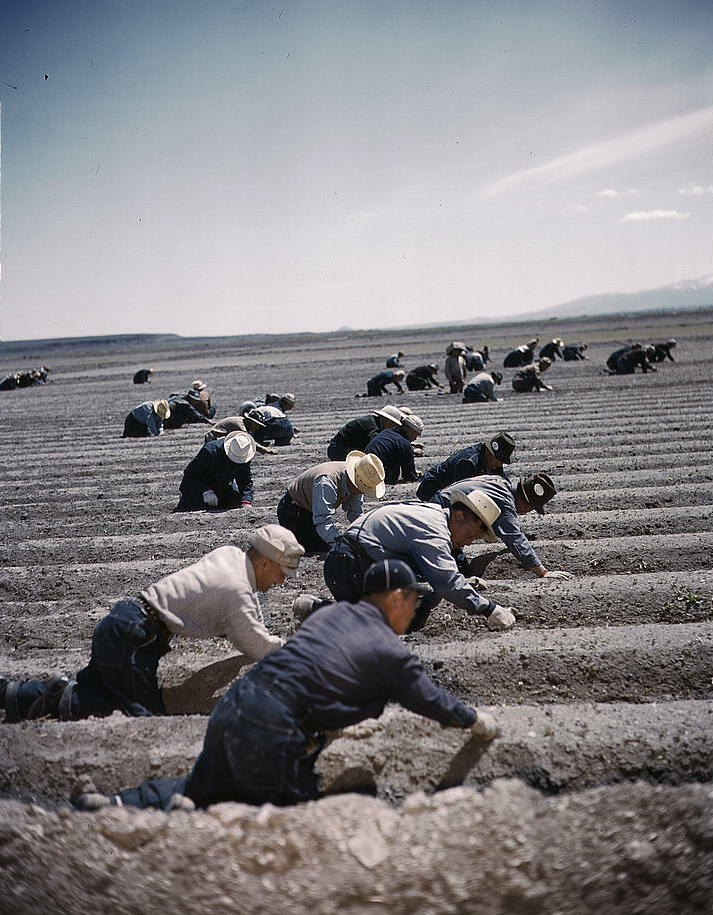
Nipo-americanos no Centro de Realocação de Lago Tule